# Fanzine

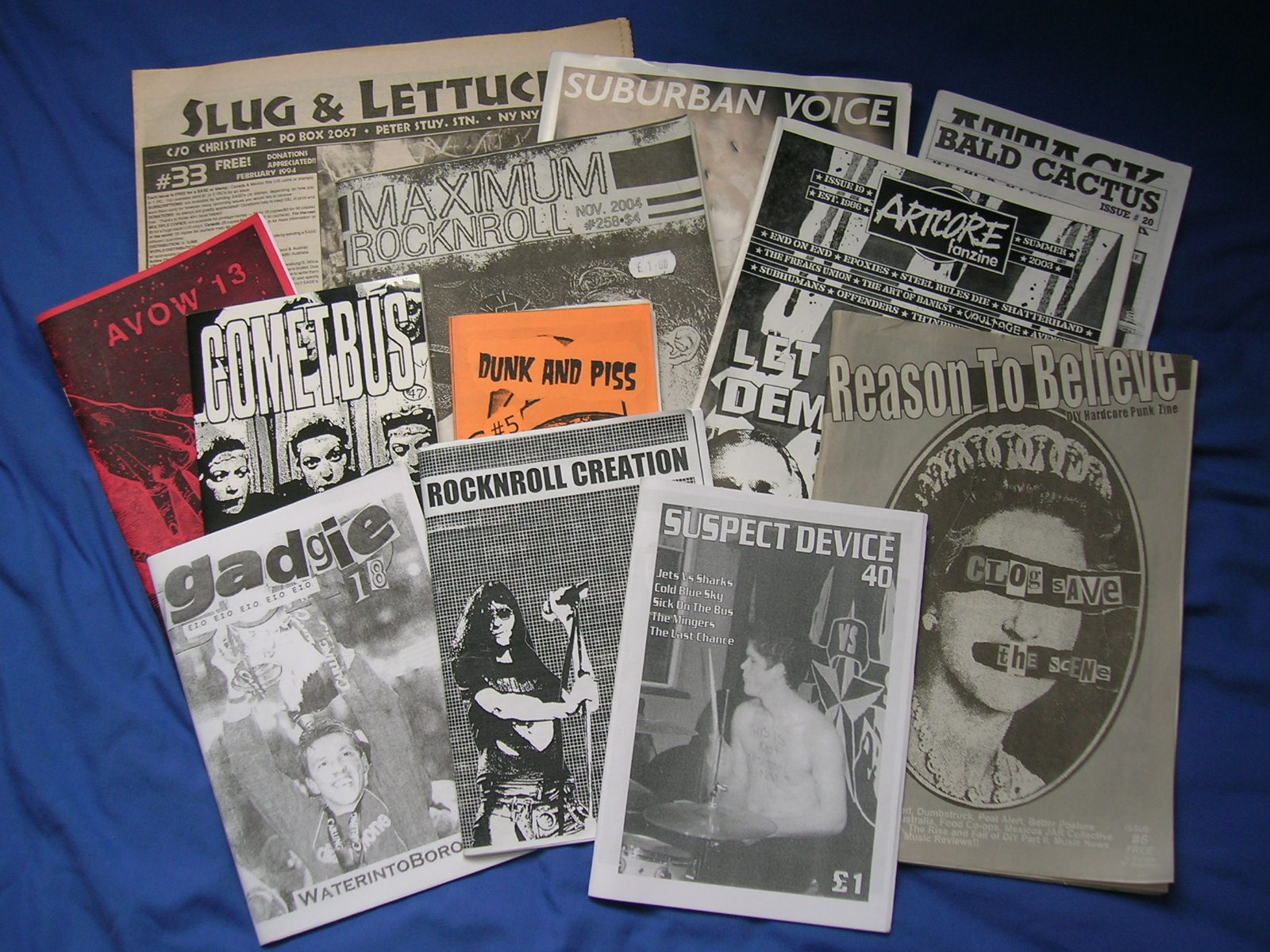
Auswahl britischer und amerikanischer Punk-Fanzines, 1994–2004.

Ein Fanzine (engl., Kofferwort aus fan und magazine) ist ein Magazin, das von Fans für Fans gemacht wird. Neben der gedruckten Form hat sich insbesondere mit der Verbreitung des Internets auch die elektronische Verbreitung als E-Zines etabliert, bei der die Inhalte als HTML oder PDF veröffentlicht werden.

## Konzeption
Die Macher der Fanzines setzen sich im Regelfall aus engagierten Mitgliedern der entsprechenden Szene zusammen, die das Schreiben und Vervielfältigen der Hefte auf eigene Kosten in ihrer Freizeit betrieben. Verbreitet sind sie meist nur in der jeweiligen Szene, wo sie im Abonnement verschickt oder persönlich verteilt werden. Einige werden auch in der jeweiligen Szene zugeordneten Läden gehandelt. Gerade bei den elektronischen Fanzines existieren auch etliche kostenlose Exemplare. Oftmals leisten sie dabei Pionierarbeit für größere Magazine, Plattenfirmen etc., die teilweise erst dadurch auf Bands etc. aufmerksam werden. Einige kommerzielle Zeitschriften der jeweiligen Szenen, wie das englische Metal Forces oder das deutsche Rock Hard, begannen als Fanzines. In den 1990er Jahren wurden auch durch Verlage wie Dino Entertainment Fanzines zu Fernsehserien entwickelt und kommerziell vertrieben.
Nichtkommerzielle Fanzines sind kaum in normalen Bibliotheken zu finden. Der Verein Archiv der Jugendkulturen hat es sich deshalb zur Aufgabe gemacht, Fanzines zu sammeln und zu archivieren, um sie für ein breiteres Publikum, die wissenschaftliche Forschung und die Nachwelt verfügbar zu machen. Prinzipiell fallen sie jedoch unter die Pflichtexemplar-Abgabe bei der Deutschen Nationalbibliothek.
Es gibt die verschiedensten Fanzines: für Fußballfans, Subkulturen, Comics, verschiedene Musikrichtungen und -szenen, Rollenspiele, Fernsehserien und so weiter. Fanzines sind häufig in Umgangssprache geschrieben und enthalten je nach Themengebiet beispielsweise Konzertberichte, Fan-Fiction, Fußballspielberichte von Seiten der Fans, Interviews mit den jeweiligen Stars oder Bands, Hintergrundberichte und Kritiken zu Tonträgern, Konzerten, Brettspielen oder anderen Produkten.

## Egozine
Ein Egozine ist eine besondere Art von Fanzine. Ein Egozine wird meist nur von einer Person herausgebracht. Die Inhalte der Egozines sind überwiegend auf ein Themengebiet konzentriert, wobei dieses von Rezensionssammlungen bis hin zu Reiseberichten alles beinhalten kann, und spiegeln sehr häufig nur die rein subjektive Meinung des Autors wider.

## Artzine
Ein Artist Fanzine (kurz Artzine) ist ein Kunstmagazin im Eigenverlag, das direkt von Künstlern für Kunstinteressierte herausgegeben wird. Es versammelt Malerei, Grafik, Literatur, Fotografie, Design und weitere bildnerisch-schriftliche Ausdrucksformen. Es erscheint gedruckt oder digital, meist periodisch, auf jeden Fall abseits kommerzieller Kunstverlage. Es dient dem Kunstdiskurs und ist zugleich ein Medium und selbst wiederum ein Kunstwerk.

## Beispiele
- Andromeda Nachrichten (Sci-Fi)
- Der Donaldist (Donaldismus)
- monochrom (Nerd-Kunst)